# Diablo IV
Diablo IV — компьютерная игра в жанре action/RPG, разработанная компанией Blizzard Entertainment, продолжение игровой серии Diablo. Игра была анонсирована на BlizzCon 1 ноября 2019 года для платформ Windows, PlayStation 4, PlayStation 5, Xbox One и Xbox Series X/S. Релиз состоялся в 2023 году.

## Сюжет
Действие в Diablo IV происходит спустя 50 лет после событий третьей части, после того, как миллионы людей были убиты действиями как Сияющих Небес, так и Пылающей Преисподней. В вакууме власти всплывает легендарное имя — Лилит, прародительница человечества, дочь Владыки Ненависти Мефисто, королева суккубов, впервые появившаяся в Diablo II. Её хватка над Санктуарием (англ. Sanctuary — святилище, убежище) глубоко врезается в сердца мужчин и женщин, культивируя худшее в его обитателях и оставляя мир в тёмном, безнадежном месте.
Персонажа игрока, известного как «Странник», одурманивают алкоголем жители деревни, развращенные Лилит, и кормят лепестками ее крови, создавая связь с ней. После побега Странник встречает Лората Нара (Ральф Айнесон), одного из последних хорадримов, который объясняет пророчество о возвращении Лилит. Инарий верит, что он один может исполнить пророчество, убив Лилит, что позволит ему вернуться на Небеса. С помощью молодой женщины по имени Нейрелла Странник входит в святилище сына Инария и Лилит — Ратмы, первого нефалема и основателя некромантов. Внутри мёртвый дух Ратмы показывает Страннику отрывки воспоминаний, где Инарий требует у него ключ от врат Преисподней с целью исполнить пророчество. Ратма отказывается и отец убивает его, не забирая ключ. Позже Лилит находит мёртвое тело сына и забирает ключ из его посоха.
Затем Странник отправляется в Скосглен, чтобы встретиться с другим хорадримом по имени Донан, который много лет назад победил демона по имени Астарот с помощью двух друидов. Лилит подкупает двух друидов, чтобы найти тюрьму Астарота, и освобождает его в обмен на проход в цитадель своего отца. Астарот вселяется в сына Донана Йорина, который позже умирает после победы Странника над демоном. Донан возвращает камень души, использованный для ловушки Астарота, и готовится изменить его, чтобы заманить в ловушку Лилит.
Воссоединившись с Лоратом в Сухих степях, Странник преследует бывшего ученика Лората Элиаса, который вызвал Лилит в Санктуарий. Хоть Элиаса и нельзя убить, Странник и Лорат добывают артефакт под названием «Незримое Око», чтобы раскрыть план Лилит: призвать Меньшие Воплощения Зла, чтобы усилить человечество в борьбе с Великими Воплощениями Зла. Она также намерена поглотить сущность своего отца Мефисто, пока он слаб, и использовать его силу, чтобы завоевать Преисподнюю. Элиас использует ведьму по имени Таисса в качестве сосуда, чтобы вызвать Андариэль, Деву Мучений, которая позже будет побеждена Странником. Стремясь разрушить бессмертие Элиаса, Странник и Хорадрим отправляются в болота Хавезара. Элиас получил знания от заколдованного «Шепчущего древа», но заплатил за это собственной головой. Узнав, что Элиас заключил свою жизненную сущность в собственный отрубленный палец, Странник уничтожает его, прежде чем окончательно победить Элиаса.
Заключив сделку с Древом, Лорат узнает об открытых вратах в Преисподнюю под восточным городом Калдей, открытых ключом Ратмы. В Калдее Странник побеждает другое Меньшее Воплощение Зла, Дюриэля, Владыку Боли. Инарий отправляется в Ад, чтобы встретиться лицом к лицу с Лилит, которая позже убивает его. Донан смертельно ранен, а Лорат остается позади, оставляя Странника и Нейреллу преследовать Лилит до Собора ненависти Мефисто. Сам Мефисто, появлявшийся в образе окровавленного волка на протяжении всего путешествия Странника, призывает их сосредоточиться на Лилит, но Нейрелла вместо этого решает использовать Камень души, чтобы сдержать Мефисто, считая его большей угрозой. Затем Странник сталкивается лицом к лицу с Лилит и побеждает ее. Умирая, Лилит предупреждает, что без неё не одержать победу над Великими Воплощениями Зла.
Поскольку оба создателя Санктуария мертвы, группа возвращается домой. Нейрелла отваживается отправиться в одиночку с Камнем Души, зная, что грядет Великое Зло, и надеясь найти способ победить его навсегда.

## Игровой процесс
В Diablo IV реализован открытый мир, разделённый на пять локаций: Кеджистан (точнее, его северная пустынная часть), Сухие степи, Скосглен, Расколотые вершины и Хавезар. Игрокам доступны ездовые животные для ускорения преодоления больших расстояний. Мировых боссов возможно встретить в открытом игровом пространстве. Открытый мир фиксирован и не генерируется случайно, в отличие от подземелий, расположенных в разных точках на карте.
В игре присутствуют PvP-зоны для сражений игроков друг с другом. Играть можно будет как вместе в команде, так и в одиночку.

## Игровые классы
Было анонсировано шесть классов. Варвар, Чародей и Друид были анонсированы на BlizzCon 2019, Разбойник — на BlizzCon 2021, Некромант — в 2022 году. Шестой класс, «Наследник духов», входит в дополнение Vessel of Hatred, выпущенное в 2024 году.
- Варвар, появляющийся в Diablo II и Diablo III , обладает способностью переключаться между видами оружия во время боя.
- Чародей, вернувшийся из первой игры и Diablo II , — персонаж стихийного типа, владеющий магией огня, льда и молнии.
- Друид, вернувшийся из Diablo II , может менять облик между человеком, оборотнем и оборотнем-медведем, а также владеет магией земли и бури.
- Разбойник, вернувшийся из первой игры, — это быстрый боец, который чередует ближний бой с клинками и дальний бой с луком.
- Некромант, вернувшийся из Diablo II и Diablo III , использует темную магию для призыва и атак[8].
- Наследник духов — совершенно новый класс, использующий уникальные силы четырех духов-хранителей (сороконожки, орла, гориллы и ягуара).

Внешний вид персонажа настраивается и не привязан к классу. Можно выбирать портрет персонажа и его цвета кожи. Внешний вид ездового животного также может быть настроен. Существуют древо навыков, позволяющие настраивать способности.

## Разработка
Впервые упоминания о разработке Diablo IV появились в утечках медиаматериалов незадолго до начала BlizzCon. Игра была анонсирована 1 ноября 2019 года на ежегодной конференции BlizzCon 2019. Были представлены кинематографический и игровой трейлеры. Разработчиками было заявлено возвращение к «мрачной» стилистике второй части. В игровом трейлере были анонсированы три первых класса — варвар, волшебница и друид. Разработчиками был анонсирован открытый мир, в котором игрок сможет исследовать в одиночку или вместе с остальными игроками. Также в мире Diablo IV были заявлены подземелья, планировка которых будет генерироваться процедурно.
В марте 2023 года компания Blizzard Entertainment провела открытое бета-тестирование игры. 17 апреля 2023 года Blizzard объявила о завершении разработки игры и отправки её в печать.
К сентябрю 2024 года доход игры, по неофициальным данным одной из утечек финансовой информации, превысил миллиард долларов.

## Дополнения
По словам генерального менеджера серии Diablo Рода Фергюссона, Blizzard планирует выпускать платные дополнения для Diablo 4 ежегодно.

### Vessel of Hatred
Платное дополнение —Vessel of Hatred — было анонсирован на BlizzCon 2023 и выпущено 8 октября 2024 года. Был добавлен новый класс «наследник духов», который специализируется на сражении посохами, глефами и копьями, а также призывает духов-хранителей — например, огненную пантеру и электрического орла.
События разворачивается после событий оригинальной Diablo 4. Главный герой отправляется в дремучие джунгли Наханту, чтобы разыскать девушку Нейреллу. Она решила заточить Мефисто в камне души, чем обрекла себя на незавидную участь. Игроку нужно будет раскрыть хитроумный план Мефисто и спасти Нейреллу.

## Отзывы и критика
| Русскоязычные издания | Русскоязычные издания |
| Издание               | Оценка                |
| --------------------- | --------------------- |
| StopGame.ru           | «Изумительно»         |

Игровой журнал «Игромания» поставил Diablo 4 девять баллов из десяти возможных.

Diablo IV — не прорыв. Это всего лишь осторожно собранная из проверенных деталей игра-сервис, которую будут развивать и поддерживать дополнениями ещё много-много лет. Скелет, который ещё не оброс мускулами: толковым эндгеймом, мультиплеерными активностями, геймплейными механиками. При этом тут много хорошего: мясистая боёвка, великолепная музыка, пафосный сюжет. Ну а тот, кому всего этого вдруг покажется мало, всегда может врубить хардкорный режим и щекотать нервы в своё удовольствие… пока жизнь героя раз и навсегда не оборвёт внезапный дисконект.
— игровой журнал «Игромания»